# Шоден
Шоден (нем. Schoden) — община в Германии, в земле Рейнланд-Пфальц.
Входит в состав района Трир-Саарбург. Подчиняется управлению Саарбург. Население составляет 725 человек (на 31 декабря 2010 года). Занимает площадь 5,14 км².